# 吉田智志
吉田 智志（よしだ さとし、1990年2月10日 - ）は、熊本県下益城郡美里町出身のサッカー選手である。ポジションはゴールキーパー。

## 来歴
小学校4年生からサッカーを始める。ルーテル学院高校では2年生時から出場機会を増やし高円宮杯に出場。3年生時には同高校初となる全国高等学校サッカー選手権大会出場に貢献する。また、韓国で行われたFIFA U-17ワールドカップではU-17日本代表のメンバーに選ばれ、自身の試合出場はなかったが貴重な経験を得る。高校卒業後は地元のロアッソ熊本に加入。2008年3月8日の愛媛FCとの開幕戦に先発出場し、伊藤卓弥が持っていたGKのJ最年少出場記録を更新した。またこの試合でアシストも記録している。
高卒1年目ながら「背番号1」を与えられるなど将来が非常に期待されている選手であったが、2010年1月14日に本人の都合によりロアッソ熊本からの退団を発表した。(吉川ウイリアムも同様の理由で2日前に退団している)

## 所属クラブ
- 1999年 - 2001年 砥用町立砥用小学校
- 2002年 - 2004年 美里町立砥用中学校
- 2005年 - 2007年 ルーテル学院高等学校
- 2008年 - 2009年 ロアッソ熊本

## 個人成績
| 国内大会個人成績 | 国内大会個人成績 | 国内大会個人成績 | 国内大会個人成績 | 国内大会個人成績 | 国内大会個人成績 | 国内大会個人成績 | 国内大会個人成績 | 国内大会個人成績 | 国内大会個人成績 | 国内大会個人成績 | 国内大会個人成績 |
| 年度             | クラブ           | 背番号           | リーグ           | リーグ戦         | リーグ戦         | リーグ杯         | リーグ杯         | オープン杯       | オープン杯       | 期間通算         | 期間通算         |
| 年度             | クラブ           | 背番号           | リーグ           | 出場             | 得点             | 出場             | 得点             | 出場             | 得点             | 出場             | 得点             |
| 日本             | 日本             | 日本             | 日本             | リーグ戦         | リーグ戦         | リーグ杯         | リーグ杯         | 天皇杯           | 天皇杯           | 期間通算         | 期間通算         |
| ---------------- | ---------------- | ---------------- | ---------------- | ---------------- | ---------------- | ---------------- | ---------------- | ---------------- | ---------------- | ---------------- | ---------------- |
| 2008             | 熊本             | 1                | J2               | 17               | 0                | -                | -                | 1                | 0                | 18               | 0                |
| 2009             | 熊本             | 1                | J2               | 7                | 0                | -                | -                | 0                | 0                | 7                | 0                |
| 通算             | 日本             | 日本             | J2               | 24               | 0                | -                | -                | 1                | 0                | 25               | 0                |
| 総通算           | 総通算           | 総通算           | 総通算           | 24               | 0                | 0                | 0                | 1                | 0                | 25               | 0                |

- Jリーグ初出場 - 2008年3月8日 J2 第1節 対愛媛FC戦（ニンジニアスタジアム）

## 代表歴
- 2007年 U-17日本代表
  - 2007 FIFA U-17ワールドカップ出場